# Exercis (film)
Exercis är en svensk TV-film från 1968, regisserad av Lars Löfgren.

## Handling
Filmen berättar om svensk militär vardag, som möter en pluton värnpliktiga och deras kompanibefäl på ett infanteriregemente, och skildrar den anda som råder i det slutna kasernsystemet och i fält, mellan befäl och värnpliktiga och man och man emellan.

## Rollista
- Hans Dahlin – Kapten Berggren
- Lennart Lundh – Löjtnant Persson
- Sven Wollter – Fänrik Alm
- Curt Ericson – Överfurir Wikman
- Per Ragnar – Dagofficeren
- Henrik Schildt – Militärpastorn
- Bertil Norström – Militärläkaren
- Fred Hjelm – Berg
- Fred Gunnarsson – Lindgren
- Ulf Brunnberg – Looping
- Bengt Dahlman – Värmland
- Stig Törnblom – Jojje
- Christer Holmgren – Jonsson
- Jim Steffe – Höjdarn
- Erik Hammar – Sandberg
- Börje Ahlstedt – Eriksson